# شادمانی (فیلم ۲۰۰۷)
شادمانی (انگلیسی: Bliss) یک فیلم ترکیه‌ای در سبک درام است که در سال ۲۰۰۷ منتشر شد. از بازیگران آن می‌توان به اوزگو نامال اشاره کرد. همچنین این فیلم برنده بهترین بازیگر نقش اول زن در چهل و چهارمین جشنواره بین‌المللی فیلم پرتقال طلایی آنتالیا شد.

## موضوع فیلم
دهکده ای در ساحل دریاچه وان، ترکیه. مریم دختر ۱۷ ساله ای که مورد تجاوز قرار گرفته، در انبار خانه حبس شده و به سرنوشت خود می اندیشد...